# Kościół Znalezienia Krzyża Świętego w Żyrmunach
Kościół Znalezienia Krzyża Świętego w Żyrmunach, kościół w Żyrmunach, drewniany, klasycystyczny, wzniesiony w latach 1788–1789 według projektu Jana Podczaszyńskiego z fundacji Stanisława Radziwiłła; na cmentarzu przykościelnym dzwonnica (1894).